# Tolumnia sylvestris
Tolumnia sylvestris är en orkidéart som först beskrevs av John Lindley, och fick sitt nu gällande namn av Guido Jozef Braem. Tolumnia sylvestris ingår i släktet Tolumnia och familjen orkidéer. Inga underarter finns listade i Catalogue of Life.